# Rytidosperma tenue
Rytidosperma tenue é uma espécie de planta com flor pertencente à família Poaceae. 
A autoridade científica da espécie é (Steud.) A.Hansen & Sunding, tendo sido publicada em Fl. Macaronesia, ed. 2, 1: 93. 1979.

## Portugal
Trata-se de uma espécie presente no território português, nomeadamente no Arquipélago da Madeira.
Em termos de naturalidade é introduzida na região atrás indicada.

## Protecção
Não se encontra protegida por legislação portuguesa ou da Comunidade Europeia.